# Lucien Adrion
Lucien Adrion (ur. 25 maja 1889 w Strasburgu, zm. 9 sierpnia 1953 w Cologne) – francuski malarz pochodzący z rodziny niemieckich Żydów.
W 1907 opuścił Strasburg i wyjechał do Paryża, gdzie rozpoczął pracę w salonie mody i został projektantem strojów. Następnie podróżował do Londynu, Monachium i Frankfurtu. Po wybuchu I wojny światowej wyjechał do Berlina, gdzie krótko służył w wojsku. Po demobilizacji rozpoczął naukę malarstwa i grafiki w pracowni Hermanna Strucka, niemieckiego malarza, który również pochodził z rodziny żydowskiej. W 1919 rozpoczął samodzielną twórczość malarską, w tym samym roku ponownie wyjechał do Paryża. Współpracował z marszandem o nazwisku Cheron, który w lutym 1921 zorganizował Lucienowi Adrionowi pierwszą wystawę indywidualną. W tym okresie Adrion zamieszkał w dzielnicy Montparnasse i związał się ze środowiskiem artystów pochodzących ze wschodniej Europy m.in. Chaim Soutine, Pinchus Kremenge i Michel Kikoïne, od nich zaczerpnął swój późniejszy styl malarski. Jego twórczość została zauważona przez krytyków sztuki, Jean Galtier-Boissière pisał o nim „Ma on wyczucie przestawiania ludzi w nieustannym ruchy, w rytmie życia”. Paryż szybko zmęczył Luciena Adriona, który postanowił wyjechać do Normandii, gdzie poświęcił się tworzeniu obrazów przedstawiających tamtejsze krajobrazy. Nowy przedmiot twórczości sprawił, że osiągnął spektakularny sukces i zyskał renomę zdolnego pejzażysty. W 1926 zadebiutował w Salonie Niezależnych, w 1940 po raz pierwszy uczestniczył w Salonie Jesiennym, a rok później w Salonie des Tuileries.